# Alpha Ethniki 1992-1993
L'Alpha Ethniki 1992-1993 fu la 57ª edizione della massima serie del campionato di calcio greco, conclusa con la vittoria dell'AEK Atene, al suo decimo titolo e secondo consecutivo.
Capocannoniere del torneo fu Vasilīs Dīmītriadīs (AEK Atene), con 33 reti.

## Formula
Come nella stagione precedente le squadre partecipanti furono 18 e disputarono un girone di andata e ritorno per un totale di 34 partite.
Le ultime tre classificate furono retrocesse in Beta Ethniki.
Il punteggio prevedeva tre punti per la vittoria, uno per il pareggio e nessuno per la sconfitta.
Le squadre ammesse alle coppe europee furono quattro: i campioni alla UEFA Champions League 1993-1994, la vincitrice della coppa nazionale alla Coppa delle Coppe 1993-1994 e seconda e terza classificata alla Coppa UEFA 1993-1994.

## Squadre partecipanti
| Squadra            | Città     | Stadio | Stagione 1991-1992 |
| ------------------ | --------- | ------ | ------------------ |
| AEK Atene          | Atene     |        | Campione di Grecia |
| Apollōn Kalamarias | Kalamaria |        | Beta Ethniki       |
| Apollōn Smyrnīs    | Atene     |        | 5°                 |
| Arīs Salonicco     | Salonicco |        | 7°                 |
| Athīnaïkos         | Vironos   |        | 12°                |
| Doxa Dramas        | Drama     |        | 13°                |
| Edessaïkos         | Edessa    |        | Beta Ethniki       |
| Iōnikos            | Il Pireo  |        | Beta Ethniki       |
| Īraklīs            | Salonicco |        | 9°                 |
| Korinthos          | Corinto   |        | 10°                |
| Larissa            | Larissa   |        | 8°                 |
| OFI Creta          | Candia    |        | 6°                 |
| Olympiacos         | Il Pireo  |        | 2°                 |
| Panachaïkī         | Patrasso  |        | 15°                |
| Panathīnaïkos      | Atene     |        | 3°                 |
| PAOK               | Salonicco |        | 4°                 |
| Pierikos           | Katerini  |        | 11°                |
| Xanthī             | Xanthi    |        | 14°                |

## Classifica finale
|                   | Pos. | Squadra            | Pt | G  | V  | N  | P  | GF | GS | DR  |
| ----------------- | ---- | ------------------ | -- | -- | -- | -- | -- | -- | -- | --- |
| Grecia (bandiera) | 1.   | AEK Atene          | 78 | 34 | 24 | 6  | 4  | 78 | 27 | +51 |
|                   | 2.   | Panathīnaïkos      | 77 | 34 | 24 | 5  | 5  | 85 | 21 | +64 |
|                   | 3.   | Olympiacos         | 68 | 34 | 20 | 8  | 6  | 68 | 31 | +37 |
|                   | 4.   | OFI Creta          | 66 | 34 | 19 | 9  | 6  | 64 | 32 | +32 |
|                   | 5.   | PAOK               | 57 | 34 | 17 | 6  | 11 | 52 | 38 | +14 |
|                   | 6.   | Īraklīs            | 56 | 34 | 16 | 8  | 10 | 51 | 41 | +10 |
|                   | 7.   | Larissa            | 43 | 34 | 11 | 10 | 13 | 36 | 42 | -6  |
|                   | 8.   | Xanthī             | 42 | 34 | 11 | 9  | 14 | 56 | 66 | -10 |
|                   | 9.   | Arīs Salonicco     | 42 | 34 | 12 | 6  | 16 | 40 | 50 | -10 |
|                   | 10.  | Athīnaïkos         | 39 | 34 | 9  | 12 | 13 | 27 | 37 | -10 |
|                   | 11.  | Panachaïkī         | 39 | 34 | 10 | 9  | 15 | 41 | 50 | -9  |
|                   | 12.  | Apollōn Smyrnīs    | 37 | 34 | 10 | 7  | 17 | 27 | 49 | -22 |
|                   | 13.  | Doxa Dramas        | 36 | 34 | 9  | 9  | 16 | 34 | 57 | -23 |
|                   | 14.  | Edessaïkos         | 35 | 34 | 9  | 8  | 17 | 38 | 60 | -22 |
|                   | 15.  | Apollōn Kalamarias | 35 | 34 | 7  | 14 | 13 | 28 | 44 | -16 |
|                   | 16.  | Pierikos           | 34 | 34 | 9  | 7  | 18 | 35 | 62 | -27 |
|                   | 17.  | Iōnikos            | 33 | 34 | 9  | 6  | 19 | 33 | 49 | -16 |
|                   | 18.  | Korinthos          | 27 | 34 | 6  | 9  | 19 | 28 | 65 | -37 |

Legenda:

      Campione di Grecia
      Ammesso alla Coppa UEFA
      Ammesso alla Coppa delle Coppe
      Retrocesso in Beta Ethniki
Note:

Tre punti a vittoria, uno a pareggio, zero a sconfitta.

### Verdetti
- AEK Atene campione di Grecia 1992-93 e qualificato alla Champions League
- Olympiacos e OFI Creta qualificati alla Coppa UEFA
- Panathinaikos qualificato alla Coppa delle Coppe
- Pierikos, Ionikos e Korinthos retrocesse in Beta Ethniki.